# Zadnia
Zadnia – (1554 m n.p.m.) szczyt w południowo-zachodniej części Gorganów, które są częścią Beskidów Wschodnich. Jest jednym ze szczytów masywu Strymby.